# Ischyroplectron
Ischyroplectron is een geslacht van rechtvleugeligen uit de familie grottensprinkhanen (Rhaphidophoridae). De wetenschappelijke naam van dit geslacht is voor het eerst geldig gepubliceerd in 1896 door Hutton.

## Soorten
Het geslacht Ischyroplectron  is monotypisch en omvat slechts de volgende soort:
- Ischyroplectron isolatum (Hutton, 1895)